# Baai van Saint-Augustin
De Baai van Saint-Augustin is een baai in het zuidwesten van Madagaskar in de regio Atsimo-Andrefana, 35 kilometer ten zuiden van de stad Toliara.
De Onilahy mondt hier uit in de Straat Mozambique. Rondom de baai liggen de plaatsen Saint-Augustin en Soalara.